# Elskop
Elskop település Németországban, Schleswig-Holstein tartományban. Lakosainak száma 159 fő (2023. december 31.).

## Népesség
A település népességének változása:
| Lakosok száma | 171  | 151  | 164  | 162  | 158  | 159  |
|               | 1975 | 2017 | 2019 | 2021 | 2022 | 2023 |